# Jouy-Mauvoisin
Jouy-Mauvoisin település Franciaországban, Yvelines megyében. Lakosainak száma 564 fő (2022. január 1.). Jouy-Mauvoisin Buchelay, Fontenay-Mauvoisin, Perdreauville és Rosny-sur-Seine községekkel határos.

## Népesség
A település népességének változása:
| Lakosok száma | 556  | 556  | 564  | 555  | 556  | 558  | 559  | 557  | 564  |
|               | 2013 | 2015 | 2016 | 2017 | 2018 | 2019 | 2020 | 2021 | 2022 |